# タリー・ベビラクア
タリー・ベビラクア（Tully Bevilaqua、女性:1972年7月19日 - ）は、オーストラリアのプロバスケットボール選手である。ポジションはガード。西オーストラリア州メレディン出身。

## 人物
1998年、WNBAのクリーブランド・ロッカーズにフリーエージェントで契約。しかし12試合出場した後、7月に解雇。
その後、2000年にポートランド・ファイアと契約するも、2002年にチームが消滅。
2003年、シアトル・ストームと契約。2004年のWNBA優勝に貢献する。
2005年から2010年まではインディアナ・フィーバー、2011年からはサンアントニオ・シルバースターズでプレー。
オーストラリア代表としては、2006年の世界選手権で34歳の年齢で出場し優勝。北京でも銀メダルを獲得。
2012年引退。